# Gustavo Campero
Gustavo Campero (Nuevo Agrado, San Antero, Córdoba, 20 de septiembre de 1997) es un beisbolista colombiano que juega como jardinero en la organización de los Angelinos de Los Angeles.

## Carrera en la MLB

### Yankees de Nueva York (ligas menores)
Campero firmó con los Yankees el 12 de julio de 2016.
En el 2017 fue asignado a la Dominican Summer League donde disputó seis juegos, anotó cinco carreras, conectó seis hits, impulsó cuatro para un promedio de .375 a la ofensiva.
Ese mismo año estuvo en la Gulf Coast League en 30 juegos conectó 28 hits entre ellos tres cuadrangulares, 16 impulsadas para un promedio de .292 al bate.
En 2018 por una lesión que lo marginó toda la temporada solo pudo estar en dos juegos.
En 2019 regresó a la actividad estando en 36 juegos conectando 34 hits, 14 carreras anotadas, dos cuadrangulares, 12 impulsadas manteniendo su promedio en .293 a la ofensiva.

### Angelinos de Los Angeles
El 10 de diciembre de 2020 los Angelinos adquieren a Campero por la Regla 5 del Draft.
En 2021 jugó en Clase A con el equipo Inland Empire 66ers estando en 41 juegos con promedio al bate de .245 a la ofensiva.
En 2022 inició en Doble A con el equipo Rocket City Trash Pandas y estuvo en algunos en el 2023, este año pasó la mayor parte del tiempo en Clase A Alta con el equipo Tri-City Dust Devils donde bateó para .337 en 62 juegos.
Para el 2024 inició la temporada en Doble A donde fue seleccionado el mejor jugador a la ofensiva al batear para .279 que incluyó 87 hits entre ellos 14 cuadrangulares y 45 impulsadas, fue ascendido a Triple A al equipo Salt Lake Bees  estando en 14 juego y bateando para .280 a la ofensiva.
El 14 de septiembre de 2024 se dio a conocer que Campero fue subido a Grandes Ligas por el equipo.
Su debut fue el 15 de septiembre ante los Astros de Houston, ingresó como bateador emergente en la octava entrada e impulsó una carrera en la novena.

## Números usados en las Grandes Ligas
- 51 Los Angeles Angels (2024)

## Estadísticas en Grandes Ligas
| Año   | Equipo             | Liga | Juegos | VB | C | Hits | HR | CI | BA   |
| ----- | ------------------ | ---- | ------ | -- | - | ---- | -- | -- | ---- |
| 2024  | Los Angeles Angels | AL   | 13     | 46 | 6 | 11   | 1  | 6  | .239 |
| TOTAL |                    |      | 13     | 46 | 6 | 11   | 1  | 6  | .239 |

## Ligas Invernales
| Equipo               | Liga                                   | País                 | Temporada |
| -------------------- | -------------------------------------- | -------------------- | --------- |
| Venados de Mazatlan  | Liga Mexicana del Pacífico             | Bandera de México    | 2023      |
| Vaqueros de Monteria | Liga Profesional de Béisbol Colombiano | Bandera de Colombia  | 2024-25   |
| Bravos de Margarita  | Liga Venezolana de Béisbol Profesional | Bandera de Venezuela | 2024-25   |

## Copa Mundial Sub-23
- 2021 - Hermosillo & Ciudad Obregón

En esta edición Colombia ganó la medalla de bronce, Campero disputó ocho juegos, anotó 11 carreras, conectó 14 hits, un cuadrangular, ocho impulsadas, para un promedio de .519 a la ofensiva con OPS de 1.221, fue seleccionado el Jugador Mas Valioso de todo el torneo e integró como jardinero la novena ideal.